# Гнаденфлюрский кантон
Гнаденфлюрский кантон (нем. Kanton Gnadenflur) — административно-территориальная единица АССР немцев Поволжья. Административный центр - с. Гнаденфлюр.
Образован в 18 января 1935 года в результате разукрупнения Фёдоровского кантона.
7 сентября 1941 года в результате ликвидации АССР немцев Поволжья Гнаденфлюрский кантон был передан в Саратовскую область и преобразован в Первомайский район.
Ныне территория бывшего Гнаденфлюрского кантона составляет часть территории Первомайского муниципального образования Фёдоровского муниципального района Саратовской области.

## Административно-территориальное деление
По состоянию на 1 апреля 1940 года кантон включал 21 сельсовет:
| Сельсоветы по состоянию на 1940 год | Сельсоветы по состоянию на 1940 год | Сельсоветы по состоянию на 1940 год   | Сельсоветы по состоянию на 1940 год |
| N п/п                               | Сельсовет                           | Административный центр                |                                     |
| ----------------------------------- | ----------------------------------- | ------------------------------------- | ----------------------------------- |
| 1                                   | Альт-Цюрихский                      | село Альт-Цюрих                       |                                     |
| 2                                   | Бобовский                           | село Бобово                           |                                     |
| 3                                   | Вознесенский                        | село Вознесенка                       |                                     |
| 4                                   | Воскресенский                       | село Воскресенка                      |                                     |
| 5                                   | Гнаденфлюрский                      | село Гнаденфлюр                       |                                     |
| 6                                   | Дмитриевский                        | село Дмитриевка                       |                                     |
| 7                                   | Зихельбергский                      | село Зихельберг                       |                                     |
| 8                                   | Кавелинский                         | село Кавелинка                        |                                     |
| 9                                   | Карповский                          | село Карповка                         |                                     |
| 10                                  | Кёппентальский                      | село Кёппенталь                       |                                     |
| 11                                  | Липовский                           | село Липовка                          |                                     |
| 12                                  | Мангеймский                         | село Мангейм                          |                                     |
| 13                                  | Мариенбургский                      | село Мариенбург                       |                                     |
| 14                                  | Миусский                            | село Миусс                            |                                     |
| 15                                  | Моргентауский                       | село Моргентау                        |                                     |
| 16                                  | Ней-Цюрихский                       | село Ней-Цюрих                        |                                     |
| 17                                  | Полеводинский                       | село Полеводино                       |                                     |
| 18                                  | Спартакский поссовет                | центральная усадьба совхоза "Спартак" |                                     |
| 19                                  | Чугунский                           | село Чугунка                          |                                     |
| 20                                  | Штразенфельдский                    | село Штразенфельд                     |                                     |
| 21                                  | Эрленбахский                        | село Эрленбах                         |                                     |

Населенные пункты Гнаденфлюрского кантона: Гнаденфлюр, Зоммергейм, Полеводино, Кейльман, Ней-Унтервальден, Мариенбург, Мангейм, Майнхардт, Зихельберг, Воскресенка, Ней-Мариенбург, Бобово, Бирючий, зерносовхоз Спартак, Солянка, Коптевка, Дмитриевка, Ней-Цюрих, Альт-Цюрих, Чугунка, Коппенталь, Моргентау, Степановка, Гаттунг, Миус, Калиновка, Блюменгейм, Блюменфельд, Эрленбах, Кавелинка, Экштейн (Шаховка), Яблоня, Финк, Еланка, Липовка, Вознесенка, Путевая звезда.
Указом Президиума Верховного Совета СССР от 7 сентября 1941 г. территория Гнаденфлюрского кантона была присоединена к Саратовской области. Указами Президиума Верховного Совета РСФСР от 19 мая, 5 июня, 2 июля 1942 года немецкая топонимика в Поволжье была ликвидирована. Указом от 19 мая 1942 Гнаденфлюрский кантон был переименован в Первомайский район.

## Население
Динамика численности населения
| 1935  | 1939  | 1941  |
| ----- | ----- | ----- |
| 14366 | 20340 | 20300 |

### Национальный состав
| Немцы                                                       | 10154 (49,9 %) | 10347 (51,0 %) |
| Русские                                                     | 7713 (37,9 %)  | -              |
| Казахи                                                      | 885 (4,4 %)    | -              |
| Украинцы                                                    | 612 (3,0 %)    | -              |
| Мордва                                                      | 416 (2,0 %)    | -              |
| 1939 год - показаны народы c численностью более 300 человек |                |                |